# Johann van Beethoven
Johann van Beethoven (n. 1740, Bonn, Electoratul de Köln⁠(d) – d. 18 decembrie 1792, Bonn, Electoratul de Köln⁠(d))  a fost un muzician, profesor și cântăreț flamand-german, angajat în orchestra Arhidiecezei de Köln, care își desfășura activitatea cu precădere la Bonn. Este cunoscut ca tată al compozitorului Ludwig van Beethoven. Johann era alcoolic și un tată abuziv, care-și bătea deseori soția și copiii. La 18 ani fiul său Ludwig a trebuit să obțină un ordin judecătoresc pentru a-și obliga tatăl să-și sprijine familia. Johann a murit la scurt timp după ce Ludwig s-a mutat la Viena pentru a studia cu Joseph Haydn.

## Viața
Johann van Beethoven a fost fiul lui Maria Josepha Ball (căsătorită în 1733) și Lodewijk sau Ludwig van Beethoven  (1712-1773; nu trebuie confundat cu celebrul fiu al lui Johann cu același nume), care s-a născut probabil în sau în apropierea orașului Mechelen, în Olanda Habsburgică (acum în Flandra, Belgia) și a servit ca muzician în mai multe comunități din Mechelen și în împrejurimi, înainte de a se stabili la Bonn în 1733, unde a ocupat funcția de muzician (tenor) la curtea Principelui Arhiepiscop Elector din Köln Clemens August al Bavariei, ocupând postul de Capelmaistru în 1761. 
Johann van Beethoven dovedind talent muzical, a primit de la tatăl său lecții de cântare, de pian și de vioară. După ce a absolvit școala elementară, a urmat cursurile Colegiului iezuit timp de unul sau doi ani. În anul 1752 Johann van Beethoven a fost ocupat postul de "sopran" fără salariu la capela curții princiare de la Bonn. În 1756 a devenit cântăreț la curte primind salariu, care în aprilie 1764 era de 100 de guldeni, fiind mărit cu 25, iar mai apoi cu 50 de guldeni anual. În același timp dădea lecții de pian și de cântare. Pe lângă cântare (gama sa, deși este descrisă de obicei ca cea a unui tenor, poate s-a extins și în registrele alto și chiar mai înalte), el cânta la vioară, țitera și clavicord.
Probabil a cunoscut-o pe viitoarea sa soție, Maria Magdalena Leym (născută Keverich) într-o călătorie la Ehrenbreitstein (Koblenz). Ea era fiica lui Johann Heinrich Keverich, bucătarul șef al lui Johann al IX-lea Philipp von Walderdorff, principele elector de Trier, a cărui curte se afla acolo, și avea legături de familie în orchestra curții de la Bonn. Ea fusese măritată la 16 ani cu Johann Leym, care era cu 13 ani mai în vârstă decât ea, iar la 19 ani era deja văduvă. Maria Magdalena Leym și Johann van Beethoven s-au căsătorit la 12 noiembrie 1767 în Biserica Catolică Sf. Remigius, Bonn. Au avut șapte copii, dintre care trei au ajuns la vârsta adultă:
- Ludwig Maria van Beethoven (2 aprilie 1769 - 6 aprilie 1769)
- Ludwig van Beethoven (16 decembrie 1770 la Bonn, Kurköln - 26 martie 1827)
- Kaspar Anton Karl van Beethoven (8 aprilie 1774 - 15 noiembrie 1815)
- Nikolaus Johann van Beethoven (2 octombrie 1776 - 12 ianuarie 1848)
- Anna Maria Franziska van Beethoven (23 februarie 1779 - 27 februarie 1779)
- Franz Georg van Beethoven (17 ianuarie 1781 - 16 august 1783)
- Maria Margarete Josepha van Beethoven (5 mai 1786 - 26 noiembrie 1787)

Puțin timp după nașterea lui Ludwig van Beethoven, Johann a încercat să ocupe un post la Catedrala Lambertus din Lütich, unde cântase tatăl său însă prințul elector Maximilian Franz de Austria s-a opus. În această perioadă s-a accentuat dependența sa de alcool, ceea ce i-a afectat vocea. În cele din urmă influența primului-ministru Caspar Anton von Belderbush l-a ajutat să treacă peste dificultățile profesionale. Apoi familia Beethoven s-a mutat în casa din Bonngasse nr. 515 (azi nr. 20), casa nașterii compozitorului. Familia a mai locuit apoi în Rheingasse, Neugasse și Wenzelgasse nr. 476 (azi nr. 25), casa în care a murit Maria Magdalena Beethoven.
Johann și-a dat seama de talentul lui Ludwig și a devenit primul său profesor. Cu toate acestea, el a fost un tată abuziv, după unii martori. „Au existat doar câteva zile în care [Ludwig] nu a fost bătut pentru a-l obliga să se așeze la pian”, a relatat un prieten din copilărie al lui Ludwig. Un consilier al instanței a raportat că Johann l-a închis ocazional pe Ludwig într-o pivniță.  Deseori, întorcându-se noaptea târziu de la cârciumă, îl trezea din somn pe Ludwig, în vârstă de 4 ani, pentru a-i da lecții de pian. Ori de câte ori Ludwig cânta prost, Johann îi  spunea că era o jenă pentru familie. Johann era alcoolic, situație care s-a agravat când Maria Magdalena a murit în 1787. Ludwig a devenit susținătorul al fraților săi, primind din acest motiv jumătate din salariul acordat tatălui său conform unei decizii a prințului elector. În toamna anului 1789 Ludwig a reușit cu greu să împiedice mutarea disciplinară a tatălui său, prințul elector ascultându-i rugămințile.
Johann a murit pe 18 decembrie 1792, după ce Ludwig s-a mutat la Viena în noiembrie 1792 pentru a studia cu Joseph Haydn. Se povestește că angajatorul său, principele elector Maximilian Franz de Austria, i-ar fi spus laconic unui prieten: „Moartea lui Johann van Beethoven va duce la scăderea încasărilor din taxa pe vin". 

## Origine
Johann van Beethoven era doar pe jumătate flamand;  Tatăl său Lodewijk a fost ultimul Beethoven care a fost pe deplin flamand. Cea mai mare parte a familiei sale, vorbitoare de limbă germană, era venită recent din Renania și din alte Palatinate electorale ale Sfântului Imperiu Roman.

## Descendenți
Celebrul fiu al lui Johann, Ludwig van Beethoven, nu a avut copii și nu a fost niciodată căsătorit, nici Nikolaus Johann nu a avut urmași, însă al doilea fiu al său, Kaspar Karl, a avut un fiu (Karl van Beethoven). Totuși, niciunul dintre urmașii în viață ai lui Kaspar Karl nu poartă acum numele Beethoven, ultimul fiind Karl Julius Maria van Beethoven, care a decedat in 1917 fără urmași.